# Machilaphis
Machilaphis  (лат.) — род тлей из подсемейства Phyllaphidinae. Ориентальная область (Япония, Таиланд, Китай, Индия).

## Описание
Мелкие насекомые, длина 1,3—2,0 мм.
Ассоциированы с растениями Lauraceae (Machilus, Neolitsea, Phoebe, Cinnamomum japonicum). Близок к тлям родов Phyllaphis и Diphyllaphis
.
- Machilaphis machili (Takahashi, 1960)
- Machilaphis pseudomachili Quednau, 2010